# タールア郡
座標: 北緯14度33分6秒 東経100度43分39秒 / 北緯14.55167度 東経100.72750度
タールア郡（タールアぐん）は、タイ、アユタヤ県の郡（アムプー）の一つ。

## 歴史
郡はもともとナコーンノーイと呼ばれる地域であり、1916年に現在の郡名「タールア」に改称された。
タールアとは港を意味する。言い伝えによると、猟師ブンがサラブリー県で仏足石を発見したとき、アユタヤ王朝のソンタム王がパーサック川を御座船で遡り参詣をした。その際にこの地域に船を停泊し、陸路で向った。それ以降、このワット・プラプッタバートの仏足石への参詣が宮中行事になり、この地で船を下船するしきたりとなった。

## 地理
隣接する郡は北から時計回りに、サラブリー県ドーンプット郡、バーンモー郡、サオハイ郡、ノーンセーン郡、アユタヤ県パーチー郡、ナコーンルワン郡。パーサック川が貫流している。

## 行政区分
郡内には10のタムボンがあり、さらにその下位に84の村（ムーバーン）がある。2つの自治体（テーサバーン）が設置されており、以下のようになっている。
- テーサバーンタムボン・タールア・・・タムボン・タールアの全体
- テーサバーンタムボン・タールワン・・・タムボン・チャムパーとタムボン・タールワンの一部

また、郡内には10のタムボンが設置されている。以下は郡内のタムボンの一覧である。
1. タムボン・タールア・・・ตำบลท่าเรือ
2. タムボン・チャムパー・・・ตำบลจำปา
3. タムボン・タールワン・・・ตำบลท่าหลวง
4. タムボン・バーンローム・・・ตำบลบ้านร่อม
5. タムボン・サーラーローイ・・・ตำบลศาลาลอย
6. タムボン・ワンデーン・・・ตำบลวังแดง
7. タムボン・ポーエーン・・・ตำบลโพธิ์เอน
8. タムボン・パークター・・・ตำบลปากท่า
9. タムボン・ノーンカナーク・・・ตำบลหนองขนาก
10. タムボン・ターチャオサヌック・・・ตำบลท่าเจ้าสนุก